# Yi Cheng
Der Ehrwürdige Meister Yi Cheng (chinesisch 一诚法师, Pinyin Yīchéng Fǎshī; * 1926 in Wangcheng, Hunan; † 21. Dezember 2017) war ein chinesischer buddhistischer Chan-Mönch. Er war Vorsitzender der Chinesischen Buddhistischen Vereinigung.

## Leben
Im Juni 1949 wurde er Mönch und erhielt die volle Ordination von Ehrw. Xu Yun 虚云 im Jahr 1956 im Guangdong Nanhua-Tempel. 1957 folgte er unter Führung von Xu Yun den Chan-Traditionen der Weiyang-Schule und Linji-Schule der Südlichen Schule des chinesischen Chan-Buddhismus. 1989 wurde er Abt des Zhenru-Tempels im Yunju Shan im Kreis Yongxiu der bezirksfreien Stadt Jiujiang in der südchinesischen Provinz Jiangxi.
Er war Vizepräsident der Buddhistischen Vereinigung Chinas und Präsident der Buddhistischen Vereinigung Jiangxis, von 2002 bis 2010 war er Präsident der Buddhistischen Vereinigung Chinas.